# بس کوپر
بس بری کوپر (انگلیسی: Besse Berry Cooper، زادهٔ ۲۶ اوت ۱۸۹۶ – درگذشته ۴ دسامبر ۲۰۱۲) از تاریخ ۲۱ ژوئن ۲۰۱۱ تا زمان درگذشتش جزو پیرترین انسان جهان بود.